# Goethe Link Observatory
Il Goethe Link Observatory è un osservatorio astronomico presso Brooklyn, città dell'Indiana (USA).
È di proprietà dell'Università dell'Indiana e operato dall'Indiana Astronomical Society.

## Storia
Porta il nome di Goethe Link, un chirurgo di Indianapolis che costruì con fondi propri l'osservatorio. La costruzione iniziò nel 1937 e terminò nel 1939. Nel 1948 Link donò l'osservatorio all'Università dell'Indiana.
Dal 1949 l'osservatorio fu la base dell'Indiana Asteroid Program che portò all'individuazione di 119 nuovi asteroidi tra cui 1728 Goethe Link dedicato al fondatore dell'osservatorio.

## Fonti
- Ray E. Boomhower, '"The Doctor and the Stars: Goethe Link and His Observatory," Traces of Indiana and Midwestern History, v. 19, no. 4, Fall 2007, pp. 17–23.